# 데이터 제너럴
데이터 제너럴(Data General, 정식 명칭: 데이터 제너럴 코퍼레이션, Data General Corporation)은 1960년대 후반 최초의 미니컴퓨터 회사 중 하나였다. 창립자 4명 중 3명은 DEC(디지털 이큅먼트 코퍼레이션)의 전직 직원이었다.
첫 번째 제품인 1969년의 데이터 제너럴 노바는 DEC의 동급 제품인 12비트 PDP-8보다 성능이 뛰어나고 가격도 저렴하도록 고안된 16비트 미니컴퓨터였다. 기본 노바 시스템은 유사한 PDP-8보다 2/3 이하의 비용으로 더 빠르게 실행되고, 손쉬운 확장성을 제공하고, 훨씬 더 작으며, 현장에서 더 높은 신뢰성을 제공한다. 데이터 제너럴 RDOS(DG/RDOS) 및 데이터 제너럴 비즈니스 베이식(Business Basic)과 같은 프로그래밍 언어가 결합된 노바는 많은 현대 시스템보다 훨씬 앞서 있는 다중 사용자 플랫폼을 제공했다. 일련의 업데이트된 노바 머신이 1970년대 초반에 출시되어 노바 라인을 16비트 미니 세계의 선두에 두었다.
노바의 뒤를 이어 훨씬 더 큰 메모리 용량을 제공하면서도 수정 없이 노바 코드를 실행할 수 있는 이클립스(Eclipse) 시리즈가 나왔다. 이클립스 출시는 생산 문제로 인해 손상되었으며 시장에 있는 수만 대의 노바를 안정적으로 대체하기까지는 어느 정도 시간이 걸렸다. 미니 세계가 16비트에서 32비트로 이동함에 따라 DG는 데이터 제너럴 이클립스 MV/8000을 출시했다. 이 MV/8000의 개발은 인기 있는 책인 신기계의 영혼(The Soul of a New Machine)에 광범위하게 문서화되어 있다. DG의 컴퓨터는 성공적이었지만 1981년 IBM PC의 출시로 미니컴퓨터의 종말이 시작되었고 10년이 지나면서 전체 시장은 거의 사라졌다. 1984년 데이터 제너럴/원(General/One)의 도입은 침식을 막는 데 아무런 도움이 되지 않았다.
주요 비즈니스 전환점에서 DG는 1989년에 데스크톱 워크스테이션에서 부서별 서버까지 확장 가능한 AViiON 시리즈의 유닉스 시스템을 출시했다. 이러한 확장성은 NUMA를 통해 관리되었으며, 이를 통해 여러 상용 프로세서가 단일 시스템에서 함께 작동할 수 있었다. AViiON에 이어 CLARiX 시리즈 네트워크 연결 스토리지 시스템이 출시되었으며 이는 1990년대 후반에 주요 제품 라인이 되었다. 이는 당시 스토리지 분야의 주요 공급업체였던 EMC의 인수로 이어졌다. EMC는 2012년까지 판매를 계속했던 CLARiX를 제외하고 DG의 모든 라인을 폐쇄했다.

## 참고 자료
- Kidder, Tracy (1981). The Soul of a New Machine. Little, Brown and Company. Reprint edition July 1997 by Modern Library. ISBN 0-679-60261-5.